# Calostomataceae
Calostomataceae is een botanische naam, voor een monotypische familie van schimmels in de orde boletales. De familie bevat volgens Index Fungorum een geslacht, namelijk Calostoma